# Von Conowska stiftelsen

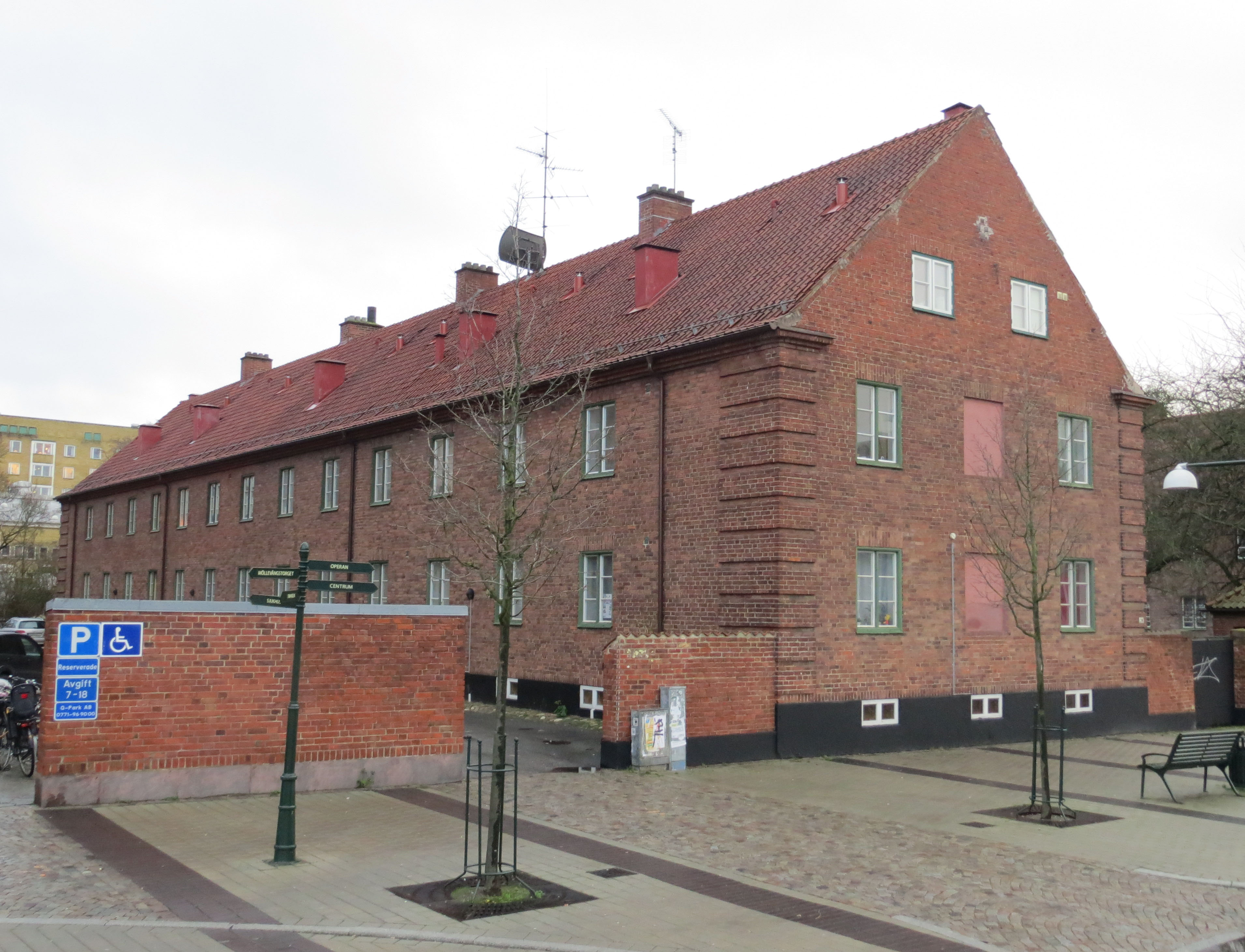
von Conowska stiftelsens hus från 1929 i Malmö.

von Conowska stiftelsen är en välgörenhetsstiftelse knuten till Malmö. Stiftelsen grundades 1753 genom en donation av hovjunkaren D. C. von Conow och syftet var att bereda fattiga invånare kostnadsfria bostäder i en stiftelsebyggnad. Efterhand kom denna stiftelse att samadministreras med den Gersoniska stiftelsen. Stiftelsens byggnad var belägen vid Själbodgatan helt nära S:t Petri kyrka i Malmö. Stiftelsebyggnaden var en bostadslänga i en våning med mycket enkel standard. 

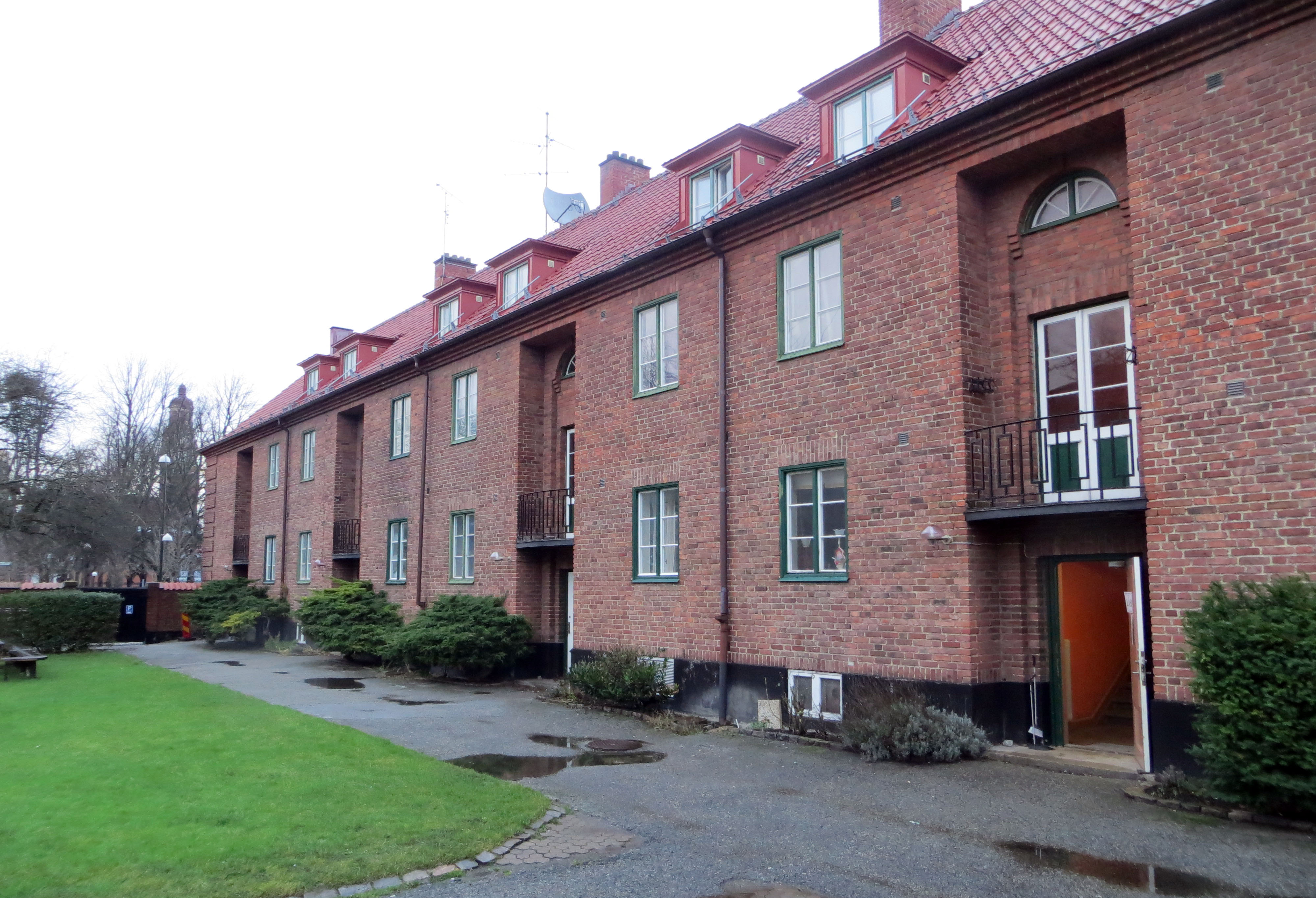
von Conowska stiftelsens byggnad från 1929 i Malmö.

År 1929 såldes byggnaden som ju låg på en attraktiv, centralt belägen tomt och i stället lät man uppföra två nya stiftelsebyggnader för de två stiftelserna vid Smedjegatan 20–22, nära Universitetssjukhuset i Malmö. von Conowska stiftelsen inrymdes i den större byggnaden med 40 enrumslägenheter. Båda stiftelsebyggnaderna ritades under medverkan av arkitekterna Carl Melin och Fritz Österlind. 
Vid en större översyn av flera bostadsstiftelser i Malmö omkring 1970 frånhände sig von Conowska stiftelsen sin byggnad och förenade sig med tolv andra stiftelser i bostadskomplexet Södertorpsgården vid Teknikergatan 23–27. 